# Boban Marković
Boban Marković (cyr. Бобан Марковић; ur. 6 maja 1964 we Vladičin Han) – serbski muzyk grający na trąbce i skrzydłówce; założyciel i lider zespołu Boban Marković Orkestar.
Poza Serbią, Boban Marković i jego zespół został dostrzeżony po udziale w filmach Emira Kusturicy, Arizona Dream oraz Underground. Grupa zdobyła także wiele wyróżnień na prestiżowym konkursie trębaczy Dragacevski Sabor, odbywającym się w mieście Guča. Podczas 40. edycji festiwalu w 2000 roku jego orkiestra dostała nagrodę dla najlepszego zespołu, a ich występ z Felix Lajko dla najlepszego koncertu.
W 2001 roku Marković uzyskał nagrodę „Pierwszej Trąbki”. W 2002 roku z zespołem po raz pierwszy wystąpił Marko Marković, 14-letni wówczas syn Bobana. W 2006 roku został on jednym z liderów zespołu, a grupa zmieniła nazwę na Boban i Marko Marković Orkestar.
Pod koniec 2015 Marko odszedł z zespołu, który powrócił do swojej wcześniejszej nazwy – Boban Marković Orkestar. W tym samym roku muzyk nawiązał współpracę z polską piosenkarką Justyną Steczkowską i nagrał z nią album studyjny zatytułowany I na co mi to było?.

## Dyskografia

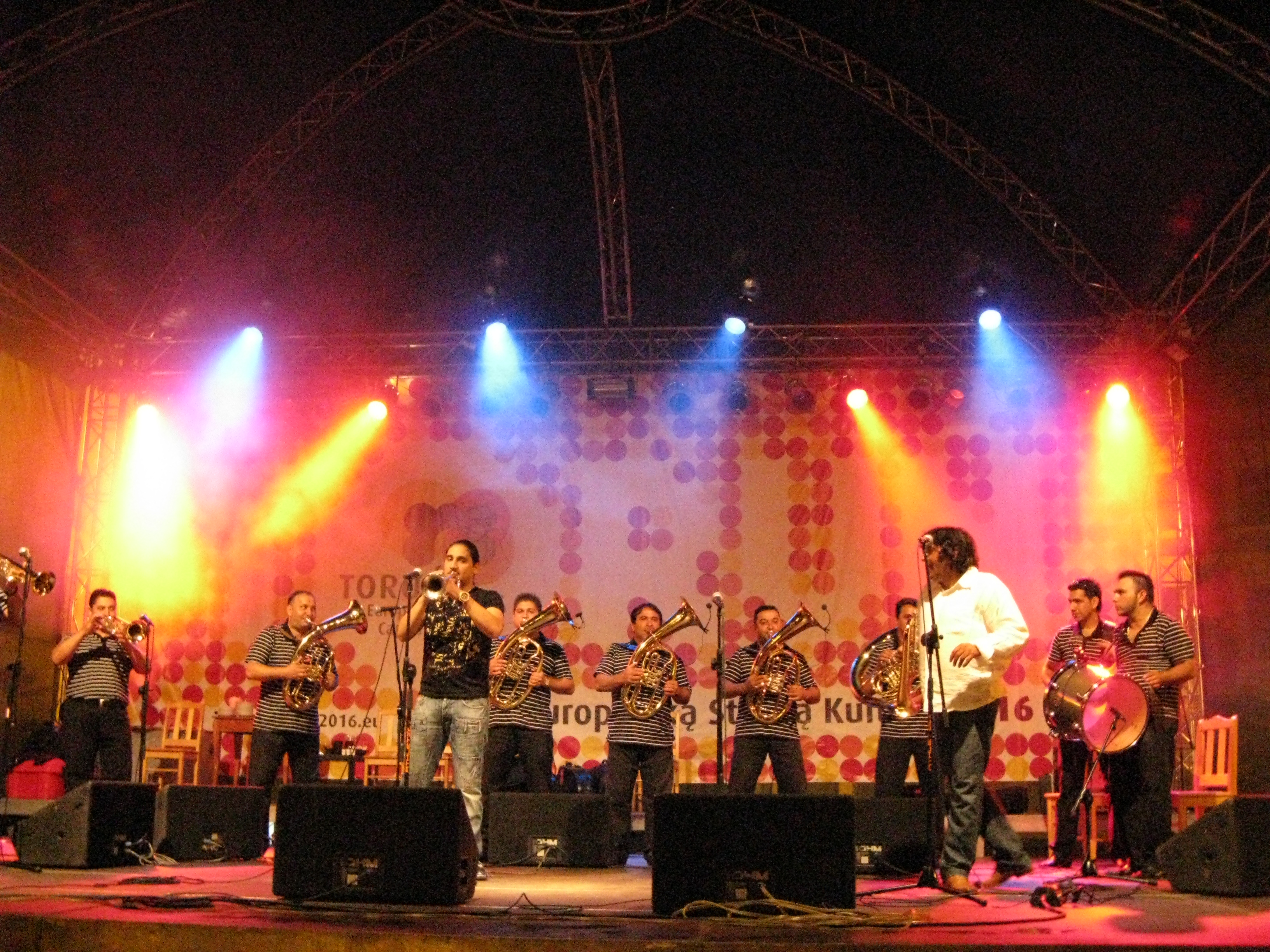
Koncert Boban i Marko Marković Orkestar w Toruniu

### Boban Marković Orkestar
- 1997 : Hani Rumba
- 1998 : Zlatna Truba
- 2000 : Srce Cigansko
- 2000 : Millennium
- 2002 : Bistra Reka
- 2002 : Live in Belgrade
- 2003 : Boban I Marko
- 2006 : The Promise

### Boban i Marko Marković Orkestar
- 2007 : Go Marko Go! Brass Madness
- 2010 : Golden Horns; The Best of Boban i Marko Marković
- 2012 : Covek i truba
- 2012 : Devla
- 2013 : Gypsy Manifesto